# Farmaci orfani
I farmaci orfani sono quei farmaci potenzialmente utili per trattare una malattia rara.
Le malattie rare sono definite tali per la loro bassa frequenza nella popolazione. In Europa una malattia è considerata rara se colpisce meno di 1 abitante su 2000. Pertanto i farmaci per la cura di queste patologie in condizioni normali di mercato non sarebbero commercializzati in quanto poco remunerativi. Per questo motivo tali farmaci sono stati definiti "orfani".
Lo status di orfano viene dato ad un determinato farmaco al fine di incoraggiarne lo sviluppo in quanto necessario per curare una determinata patologia, nonostante sia, dal punto di vista dei costi, insufficientemente remunerativo per le aziende farmaceutiche, se sviluppato in circostanze normali.
Pertanto i criteri per definire un medicinale "orfano" sono: 
- che il prodotto sia destinato alla diagnosi, alla profilassi o alla terapia di un'affezione che comporta una minaccia per la vita o la debilitazione cronica e che colpisce non più di cinque individui su diecimila nella Comunità, oppure
- che il prodotto sia destinato alla diagnosi, alla profilassi o alla terapia nella Comunità di una affezione che comporta una minaccia per la vita, di un'affezione seriamente debilitante, o di un'affezione grave e cronica, e che è poco probabile che, in mancanza di incentivi, la commercializzazione di tale medicinale all'interno della Comunità sia tanto redditizia da giustificarne l'investimento necessario.

L'impegno economico per la commercializzazione di questi farmaci, essendo importante e rischioso, deve allora essere incoraggiato da leggi specifiche.

## Legislazione

### Stati Uniti
Negli Stati Uniti, la legge federale che definisce i farmaci orfani con riferimento alle malattie rare, è l'Orphan Drug Act del 1983, adottata come sotto-clausola delle normative FDA. Le malattie rare (orphan diseases) sono definite come le malattie che affliggono meno di 200.000 persone negli USA o con una bassa prevalenza, ovvero meno di 5 per 10.000.
Dato che la ricerca medica e lo sviluppo sul mercato di tali farmaci sono finanziariamente svantaggiosi per le aziende farmaceutiche, la legge prevede per tali compagnie una serie di riduzioni fiscali e regime di monopolio per un periodo esteso sino a 7 anni dopo l'immissione in commercio. Ciò al fine di stimolare le aziende a investire più fondi per la ricerca. Tra i farmaci orfani sviluppati dopo l'introduzione di questa legge, vanno ricordati quelli per il trattamento del glioma, del mieloma multiplo, della fibrosi cistica e della fenilchetonuria.
Negli USA, dal gennaio 1983 al giugno 2004 è stato conferito lo status di orfano ad un totale di 1.129 farmaci e 249 farmaci orfani hanno ricevuto l'autorizzazione all'immissione in commercio, a fronte di soli 10 farmaci orfani immessi sul mercato nella decade antecedente al 1983.

### Unione europea
Una situazione simile a quella degli USA esiste nell'Unione europea; lo status ai farmaci orfani viene conferito dal Comitato per i farmaci orfani dell'Agenzia europea per i medicinali (EMA).
Alla fine del 2007, l'FDA e l'EMA hanno raggiunto un accordo per uniformare la regolamentazione sui farmaci orfani, proponendo la riduzione del tempo e dei costi impiegati dalle case farmaceutiche per la messa in commercio. Tuttavia, le due agenzie mantengono ancora iter di approvazione diversificati.
Nel 2003, il farmaco orfano leader sul mercato mondiale è stato l'eritropoietina della Amgen (Epogen), con vendite per 2,4 miliardi di dollari.

## Sviluppo dei farmaci orfani
I farmaci orfani seguono generalmente lo stesso percorso di sviluppo regolatorio di qualsiasi altro tipo di farmaco; gli esami sono concentrati sulla caratterizzazione delle molecole e sulla loro stabilità, sicurezza ed efficacia.
Vi sono tuttavia alcune limitazioni di tipo statistico da tener presente per gli studi clinici; ad esempio, non è possibile testare 1.000 pazienti in uno studio clinico di fase III se la malattia per cui viene sperimentato il farmaco ha un'incidenza inferiore a 1.000 pazienti.
L'intervento statale può agire in vari modi:
- benefici fiscali alle aziende farmaceutiche impegnate nella ricerca e nella produzione di questa tipologia di farmaci;
- sussidi finanziari alla ricerca clinica promossa dalle università e delle industrie sponsor per lo sviluppo di nuovi prodotti (inclusi farmaci biologici, presidi e sostanze alimentari) destinati alle malattie rare;
- creare aziende a partecipazione statale (come le cosiddette Crown corporation) per la ricerca e la produzione di farmaci.